# 谓词 (语法学)
谓词是语法学中动词和形容词的统称，其主要功能是充当谓语。谓词是句子里谓语部分的主要的词，与主要功能为充当主语和宾语的体词相区别。

## 详细释义
根据传统语言学理论，汉语的体词包括名词（包括名词短语）、数词、量词和部分代词；汉语的谓词包括动词、形容词和部分代词。
谓词是用来描述或判定客体性质、特征或者客体之间关系的词项。例如「你是学生」中的「是学生」就是谓词，而「学生」是客体；「1小于4」中「小于」是谓词。

### 谓词常项与变项
表示某个确定判定的谓词称为谓词常项。如上述两个谓词「是学生」、「小于」。
尚未确定的谓词称为谓词变项。例如用P（4，1）记一个谓词变项，可以表示「4大于1」、「4小于1」等等。

### n元谓词
在一个命题中，若有n个客体名称与谓词相联系，则称该谓词为n元谓词。如上述「是学生」为一元谓词，因为只有「学生」这一客体与之相联系。而命题“1小于4”中的谓词“小于”与两个客体联结，是二元谓词。

## 词典释义
句法中说明主语的成分称为谓语，而谓语的中心成分，也有人称为谓词。例如：“鸟飞”一句中，“飞”为谓语，这个谓语为单词，所以也可称为谓词。一般叙述句中的主要动词，称为述语，而有些语法学家就称为谓词。